# Kiotina pictetii
Kiotina pictetii är en bäcksländeart som först beskrevs av Klapalek 1907.  Kiotina pictetii ingår i släktet Kiotina och familjen jättebäcksländor. Inga underarter finns listade i Catalogue of Life.